# Ніколь Ройтенберг
Ніколь Ройтенберг (ісп. Nicole Rautemberg, 1 серпня 1999) — парагвайська плавчиня. Учасниця Чемпіонату світу з водних видів спорту 2017, де в попередніх запливах на дистанції 200 метрів вільним стилем посіла 39-те місце і не потрапила до півфіналів.